# Раизо Танака
Раизо Танака (транслит. ; Префектура Јамагучи, 27. април 1892 — †9. јул 1969) је био адмирал у Јапанској царској морнарици током Другог светског рата. Стручњак за торпеда, углавном је командовао јединицама разарача и био је главни командант за „Токио Експрес“ конвоје, са појачањима и снабдевањима током Гвадалканалске кампање. Своју способност, показао је током битке код Тасафаронге, када је поразио много јаче поморске снаге састављене од америчких крстарица и разарача.

## Рани период
Танака је рођен у месту које сада припада граду Јамагучи, префектура Јамагучи. Он дипломира у 41. класи јапанске царске поморске академије 1913. године, као 34. од 118 кадета. Као поморски подофоцир, Танака служи на оклопном крсташу Азума, бојном броду Аки и оклопном крсташу Нишин. Након унапређења у чин  (еквивалент: Поручник Корвете), он служи на крстарици Касаги и бојном крсташу Конго.
Затим похађа основну торпедну и поморску артиљеријску школу од децембра 1916. до децембра 1917. године, након чега је служио на разарачима Хацушимо и Кусуноки, и бојном броду Катори. Он се враћа у торпедну школу, где успешно пролази курс од децембра 1919. до 1920. године. Између 1921. и новембра 1923. године Lieutenant (еквивалент: Поручник Фрегате) Танака је у својству извршног официра био на матичном броду за подморнице Карасаки, оклопном крсташу Ивате, разарачу Шиоказе и лакој крстарици Јура. Децембра 1925. године, Танака је постављен на место извршног официра као и инструктора у јапанској поморској торпедној школи. Након једне године у школи, он је радио две године на разним штабним дужностима, укључујући у годину дана у поморској бази Куре, главној поморској бази јапанске царске морнарице.
У 1930. години, Lieutenant commander (еквивален: Поручник Бојног Брода) Танак командује разарачем Тачиказе, а 1931. године, након унапређења у чин  (еквивалент: Капетан Корвете), командује разарачем Ушио. Од децембра 1932. до децембра 1936. године, он ради на штапским дужностима у поморској бази Јокосука.
Од 1. децембра 1937. до 15. децембра 1938. године, Captain (еквивалент: Капетан Фрегате) Танака командује лаком крстарицом Џинцу. Он служи у главмом штабу базе Мако гард од 15. децембра 1938. до 15. новембра 1939. године. Након тога, он командује бојним крсташем Конго од новембра 1939. до новембра 1940. године.

## Други светски рат
Дана, 26. децембра 1941. године, Танака преузима команду над 2. флотилом разарача, а његов заставни брод постаје лака крстарица Џинцу. Унапређен је чин контраадмирал-а 15. октобра исте године. Друга флотила разарача, под командом Танаке, коју су чинили осам разарача и лака крстарица Џинцу, учествовала је у инвазији на Филипине и Холандску Источну Индију, укљичујући и битку у Јаванском мору, током првих месеца Пацифичког рата између Јапана и савезничких снага.
Дана, 21. маја 1942. Танакина 2. флотила разарача коју су чинили Џинцу и 10 разарача, одлази из базе Куре као помоћ јапанском нападу на острво Мидвеј, пратећи транспортне бродове са трупама, намењеним за освајање острва. Након јапанског пораза у Мидвејској бици, бродови се враћају у Јапан преко острва Гвам.
Након савезничког искрцавања на Гвадалканал 7. августа 1942. године, Танака и 2. флотила разарача напуштају Јапан и одлазе ка главној јапанској бази за централни Пацифик, атолу Трук. Друга флотила разарача напушта Трук 16. августа, пратећи конвој транспортних бродова, који је превозио свеже трупе за контра-напад на савезничке снаге на Гвадалканалу. Дана, 25. августа, током битке код источних Соломонових острва, Танакине бродове су напали авиони са Гвадалканалског аеродрома „Хендерсеново поље“. Један транспортни брод и један разарач су потопљени, док је лака крстарица Џинцу теже оштећена, а сам Танака рањен. Након оштећења крстарице Џинцу, Танака прелази на разарач Кагеро, који постаје његов заставни брод.
Боравећи лично у јапанској поморској бази на Шортленд острвима, током следећих неколико месеца, Танака организује конвоје са појачањима и снабдевањима за јапанске снаге ангажоване у Гвадалканалској кампањи. Изложени претњи од савезничких авио напада, Танака наређује да се ратни бродови употребе за транспорт људи и материјала ка Гвадалканалу, пошто су ратни бродови моглиу прећи пут до Гвадалканала и назад за једну ноћ, смањујући на тај начин ризик од савезничког авио-напада. Јапанци су ова снабдевања називали "Rat Transportation" а савезници "Tokyo Express".
Дана, 30. новембра 1942. године, Танака лично предводи „Токио Експрес“ ка Гвадалканалу. Његове саге су чинила осам разарача, укључујући и његов затавни брод, разарач Наганами. Те ноћи америчке снаге састављене од пет крстарица и четири разарача под командом Рајта, препречују пут Танакиним бродовима у такозваним „теснацу са гвозденим дном ", недалеко од Гвадалканала. Користећи радар, америчке снаге су изненадиле Танакине снаге и потапају један јапански разарач топовском паљбом. Међутим, Танака брзо реагује издајући наређења својим бродовима да изведу маневар, испале торпеда, и напусте област. Јапанска торпеда дугог домета погађају четири Рајтове крстарице, а Танакини бродови беже назад кроз „Процеп“ према Шортлендским острвима. Једна америчка крстарица је потопљена а остале три су због великих оштећења морале ићи на ремонт. Проћи ће девет месеца пре него што се било која од њих врати у акцију. Битка код Тасафаронге спада у један од већих пораза Америчке ратне морнарице током Другог светског рата.
Дана, 12. децембра 1942. године, на још једном „Токио Експес“ путу, Танакин разарач је погођен и потопљен од торпеда испаљених са америчког торпедног чамца, у близини Гвадалканала, а Танака је рањен. Убрзо затим, 29. децембра Танака је премештен у Сингапур. У 1943. године, он је додељен обалној служби у Бурми и ту остаје до краја рата. Танака је унапређен у чин вицеадмирал-а 14. октобра 1944. године.

## Након рата
Танака је повучен из морнарице 26. јуна 1946. године, а умире 9. јула 1969. године у 77. години живота.